# Slivilești
Slivilești là một xã thuộc hạt Gorj, România. Dân số thời điểm năm 2002 là 3833 người.